# 管領 (幕府)
管領是室町幕府的一種職稱，原來稱為「执事」，到3代將軍足利義滿時改稱管領。名義上管領負責輔佐將軍管理、支配領地，將軍對於地方守護的命令，皆須透過管領來傳達，管領並掌有許多中央機構〔見下文〕，因此可說是幕府中央最高行政官。
依照慣例，管領這個職位由足利氏下的有力守護細川氏、斯波氏、畠山氏三個家族來擔任，直到幕府後期力量衰微，方有私相授受的情形發生。
管領之下設置侍所〔統領御家人、負責警備任務〕、政所〔掌管財政〕、問注所〔保管紀錄文書〕、引付眾〔管民事訴訟〕等等機構，處理不同政務。
侍所的長官〔所司〕則由赤松氏、一色氏、山名氏、京極氏四個家族的人出任，其實權僅次於管領。
前述的三個管領家和四個所司家合稱為「三管四職」，這些大名們掌有相當大的權力，影響著中央政務的決定。

## 地方上的管領
1349年，室町幕府初代將軍足利尊氏設置了鎌倉府以便統治關東地區，命令其第三子足利基氏擔任鎌倉府的首長--鎌倉公方（又稱鎌倉御所、鎌倉殿）。
鎌倉府的組織與幕府大致相同，鎌倉公方和幕府將軍一樣是世襲職位，其下首席行政長官也叫做「管領」，由上杉氏家族世襲擔任，此即後來戰國時代越後大名上杉謙信的家族淵源由來。

## 室町幕府執事、管領列表

### 執事
1. 高師直（1336年 - 1349年）
2. 高師世（1349年）
3. 高師直（1349年 - 1351年）
4. 仁木賴章（1351年 - 1358年）
5. 細川清氏（1358年 - 1361年）

### 管領
1. 斯波義將（1362年 - 1366年）
2. 細川賴之（1367年 - 1379年）
3. 斯波義將（1379年 - 1391年）
4. 細川賴元（1391年 - 1393年）
5. 斯波義將（1393年 - 1398年）
6. 畠山基國（1398年 - 1405年）
7. 斯波義重（1405年 - 1409年）
8. 斯波義將（1409年）
9. 斯波義淳（1409年 - 1410年）
10. 畠山滿家（1410年 - 1412年）
11. 細川滿元（1412年 - 1421年）
12. 畠山滿家（1421年 - 1429年）
13. 斯波義淳（1429年 - 1432年）
14. 細川持之（1432年 - 1442年）
15. 畠山持國（1442年 - 1445年）
16. 細川勝元（1445年 - 1449年）
17. 畠山持國（1449年 - 1452年）
18. 細川勝元（1452年 - 1464年）
19. 畠山政長（1464年 - 1467年）
20. 斯波義廉（西幕府）（1467年 - 1468年）
21. 細川勝元（東幕府）（1468年 - 1473年）
22. 畠山政長（東幕府）（1473年）
23. 畠山政長（1477年 - 1486年）
24. 細川政元（1486年）
25. 畠山政長（1486年 - 1487年）
26. 細川政元（1487年）
27. 細川政元（1490年）
28. 細川政元（1494年 - 1507年）
29. 細川澄之（1507年）
30. 細川澄元（1507年 - 1508年）
31. 細川高國（足利義晴方）（1508年 - 1525年）
32. 細川稙國（1525年）
33. 畠山義堯（1526年）
34. 細川晴元（1536年 - 1549年）
35. 細川氏綱（1552年 - 1563年）

## 備註
1. ↑  這個用語和概念本身，是由蒙古時代的中國大陸直接傳入的。